# Fisklösen (Regna socken, Östergötland)
Fisklösen är en sjö i Finspångs kommun i Östergötland och ingår i Nyköpingsåns huvudavrinningsområde.